# Parlatoria yunnanensis
Parlatoria yunnanensis är en insektsart som beskrevs av Ferris 1950. Parlatoria yunnanensis ingår i släktet Parlatoria och familjen pansarsköldlöss. Inga underarter finns listade i Catalogue of Life.